# Philippe de Bousies
Pour les autres membres de la famille, voir Maison de Bousies.
René Philippe, comte de Bousies, né à Ferrière-la-Petite, le 2 mars 1789 et décédé le 1er janvier 1875 à Bruxelles fut un homme politique belge francophone libéral.

## Biographie
Il servit sous l’Empire comme gendarme d’ordonnance de la garde impériale (1806), puis sous-lieutenant (1808), avant de se fixer en Belgique en 1815, où il devint major de la maréchaussée (1823-1830), puis colonel commandant de la province de Liège (1830).
Il fut député à la seconde Chambre des États généraux pour la province de Hainaut de 1826 à 1830. Il fut élu député suppléant au Congrès National (Belgique) pour le district de Mons et en fit partie à partir du 2 avril 1831. De 1832 à 1833, il siégea à la chambre des représentants,,, comme député de Mons. De 1835 à 1839, il siégea au Sénat comme élu de l'arrondissement de Neufchâteau-Virton. Il fut bourgmestre de Buizingen de 1846 à 1875. Il fut propriétaire terrien.